# Georgi Ivanov (labdarúgó, 1976)
Georgi Alekszandrov Ivanov (bolgár nyelven: Георги Александров Иванов) (Plovdiv, 1976. július 2. –) bolgár válogatott labdarúgó, edző.

## Pályafutása
Karrierje során szerepelt a Lokomotiv Plovdiv, a Levszki Szofija, a Stade Rennais, a Samsunspor, a Gaziantepspor és a HNK Rijeka együtteseiben. A Levszkivel játékosként 1997 és 2009 között hat bajnoki címet és négy bolgár kupát nyert.
1996 és 2005 között volt a bolgár labdarúgó-válogatott tagja 34 mérkőzésen. A válogatott tagjaként részt vett az 1998-as világbajnokságon.
A Levszki Szofija együttesének több alkalommal volt edzője és sportigazgatója. Edzőként megfordult a Cserno More és a Lokomotiv Plovdiv csapatainál is.

## Sikerei, díjai

### Klub
- Levszki Szofija
  - Bolgár bajnok: 2000, 2001, 2002, 2006, 2007, 2009
  - Bolgár kupa: 1998, 2000, 2002, 2003

### Egyéni
- Bolgár bajnokság gólkirálya: 2000–01
- Az év bolgár labdarúgója: 2000, 2001